# Klasztor Sankt Ottilien
Klasztor Sankt Ottilien – barokowy klasztor benedyktynów, znajdujący się w Eresing.

## Źródła
- Bals, Claudius: Die Erzabtei St. Ottilien. Missionarisches Mönchstum. St. Ottilien 2004, ISBN 3-8306-7189-X.